# Generaldirektion Dolmetschen
Die Generaldirektion Dolmetschen (SCIC) ist eine Generaldirektion der Europäischen Kommission. Sie ist dem Kommissar für Finanzplanung und Haushalt zugeordnet und wird geleitet von Genoveva Ruiz Calavera.

## Direktionen
Die Generaldirektion ist in Brüssel angesiedelt und gliedert sich in drei Direktionen:
- Direktion A: Dolmetscher
- Direktion B: Management der Dolmetscherdienstleistungen und berufliche Unterstützung
- Direktion C: Ressourcen und Zentrale Dienste